# Fort William College
Fort William College var en högskola i Fort William (Calcutta).
Skolan hade till uppgift att utbilda orientalister för kolonialmaktens behov i Indien, och för att stärka moralen och höja bildningsnivån hos kolonialtjänstemännen i övrigt. Skolan grundades 1800 av generalguvernören, lord Wellesley. Bland lärarna fanns William Carey.